# Кіпрський фунт
Кі́прський фунт (вживалася також назва лі́ра — від грец. Λίρα та тур. lira) — колишня валюта Республіки Кіпр. Перебувала в обігу до 31 грудня 2007 після чого була замінена на євро. Літерний код валюти: CYP, символ: £ (як і в Фунта стерлінгів). Поділялася на 100 центів. В обігу перебували монети номіналами 1, 2, 5, 10, 20 і 50 центів та банкноти в 1, 5, 10 і 20 фунтів. Емісійний центр — Центральний банк Кіпру.
З 1 січня 2008 року в Кіпрі був запроваджений євро. Обмін фунтів на євро проводився за курсом 0,585274 фунта за 1 євро. У самопроголошеній Турецькій Республіці Північного Кіпру в обігу продовжує залишатися турецька ліра.

## Історія

Графік валютного курсу відносно євро з 1999 по 2007 рік (кількість фунтів за 1 євро)

Після переходу Кіпру під Британський протекторат у 1878, на острові були запровадженні похідні одиниці Фунта стерлінгів за курсом 180 турецьких куруш за 1 фунт. Кіпрські грошові одиниці залишалася за курсом еквівалентними до фунта стерлінгів до 1972 року (до 12 років з моменту відколи Кіпр отримав незалежність від Великої Британії). Спочатку кіпрський фунт, подібно до фунта стерлінгів, поділявся на 20 шилінгів однак сам шилінг ділився не на 12 пенсів як у Великій Британій а на 9 куруш — за традицією Османської імперії.
У 1955 році колоніальна влада Кіпру (за прикладом реформи проведеної на території Британського мандату у Палестині) ухвалила рішення про проведення грошової реформи з приведення фунта до десяткової системи числення. Фунт став ділитися на 1000 мільс (μιλς, mil). У 1983 був запроваджений поділ фунта на 100 центів, мільси були виведені з обігу.
З 1 січня 2008 року, Кіпр разом з Мальтою перейшов на євро. Курс обміну був зафіксований 7 грудня 2007 на рівні 0,585274 фунти за 1 євро. До цього, з 2 травня 2005, фунт був прив'язаний до євро в рамках механізму ERM II на цьому ж рівні з можливістю коливання на не більше 15 %. Кіпрський фунт ще залишався законним засобом платежу до 31 січня 2008, після чого його можна було безкоштовно обміняти в кіпрських комерційних банках до 30 червня 2008. Після цієї дати кіпрські гроші можна було обміняти лише в Центральному банку: монети до 31 грудня 2009, банкноти до 31 грудня 2017 року.
Разом з Республікою Кіпр, на євро також перейшли британські суверенні території Акротирі і Декелія.

## Монети

### Друга серія (1983—2004)
| Зображення | Номінал   | Аверс | Реверс | Роки карбування                                                 |
| ---------- | --------- | --- | --- | --------------------------------------------------------------- |
|            | ½ цента   | У центрі герб Кіпру, знизу рік карбування, навколо гербу названа країни трьома мовами (зліва направо): «CYPRUS · KYПРОΣ · KIBRIS» | Цикламен, цифра ½ | 1983                                                            |
|            | 1 цент    | У центрі герб Кіпру, знизу рік карбування, навколо гербу названа країни трьома мовами (зліва направо): «CYPRUS · KYПРОΣ · KIBRIS» | малюнок птаха у стилі неоліту, цифра 1 | 1983, 1985, 1987, 1988, 1990, 1991—1994, 1996, 1998, 2003, 2004 |
|            | 2 цента   | У центрі герб Кіпру, знизу рік карбування, навколо гербу названа країни трьома мовами (зліва направо): «CYPRUS · KYПРОΣ · KIBRIS» | малюнок двох кіз у стилі неоліту, цифра 2 | 1983, 1985, 1988, 1990, 1991—1994, 1996, 1998, 2003, 2004       |
|            | 5 центів  | У центрі герб Кіпру, знизу рік карбування, навколо гербу названа країни трьома мовами (зліва направо): «CYPRUS · KYПРОΣ · KIBRIS» | малюнок голови бика у стилі неоліту, цифра 5 | 1983, 1985, 1987, 1988, 1990—1994, 1998, 2001, 2004             |
|            | 10 центів | У центрі герб Кіпру, знизу рік карбування, навколо гербу названа країни трьома мовами (зліва направо): «CYPRUS · KYПРОΣ · KIBRIS» | малюнок вази, прикрашенної квітами та двомя птахами, цифра 10                                                                                       | 1983, 1985, 1988, 1990, 1991—1994, 1996, 1998, 2002, 2004       |
|            | 20 центів | У центрі герб Кіпру, знизу рік карбування, навколо гербу названа країни трьома мовами (зліва направо): «CYPRUS · KYПРОΣ · KIBRIS» | птах (горобець) на гілці оливи, цифра 20 | 1983                                                            |
|            | 20 центів | У центрі герб Кіпру, знизу рік карбування, навколо гербу названа країни трьома мовами (зліва направо): «CYPRUS · KYПРОΣ · KIBRIS» | изображение Зенона з Кітіону (334—262 до н. е.), давньогрецького філософа из Кітіону; справа знизу номінал «20»; зліва напівколом «ΖΗΝΩΝ Ο ΚΙΤΙΕΥΣ» | 1989—1994, 1998, 2001, 2004                                     |
|            | 50 центів | У центрі герб Кіпру, знизу рік карбування, навколо гербу названа країни трьома мовами (зліва направо): «CYPRUS · KYПРОΣ · KIBRIS» | композиція, заснована на зображенні монети міста-держави Маріон IV ст до н. е. з викраденням Європи Зевсом; знизу номінал «50»                      | 1991, 1993, 1994, 1996, 1998, 2002, 2004                        |

## Банкноти
| Серія 1997 року                              | Серія 1997 року | Серія 1997 року  | Серія 1997 року | Серія 1997 року | Серія 1997 року | Серія 1997 року                      | Серія 1997 року          | Серія 1997 року |
| Зображення                                   | Зображення      | Номінал (фунтів) | Розміри (мм)    | Основні кольори | Опис            | Опис                                 | Роки друку               |                 |
| Аверс                                        | Реверс          | Номінал (фунтів) | Розміри (мм)    | Основні кольори | Аверс           | Реверс                               | Роки друку               |                 |
| -------------------------------------------- | --------------- | ---------------- | --------------- | --------------- | --------------- | ------------------------------------ | ------------------------ | --------------- |
|                                              |                 | 1                | 140×68          | коричневий      | дівчина         | краєвид Като Дріс, вишивка, кераміка | 1997 1998 2001 2004      |                 |
|                                              |                 | 5                | 148×72          | пурпурний       | античний бюст   | Церква Святої Параскеви              | 1997 2001 2003           |                 |
|                                              |                 | 10               | 156×76          | зелений         | Артеміда        | флора і фауна Кіпру                  | 1997 1998 2001 2003 2005 |                 |
|                                              |                 | 20               | 164×80          | синій           | Афродита        | фінікійський корабель                | 1997 2001 2004           |                 |
| Масштаб зображень — 1,0 пікселя на міліметр. |                 |                  |                 |                 |                 |                                      |                          |                 |

## Галерея

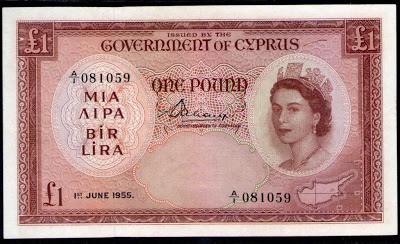
Аверс банкноти 1 фунт (1955) з портретом королеви Єлизавети II
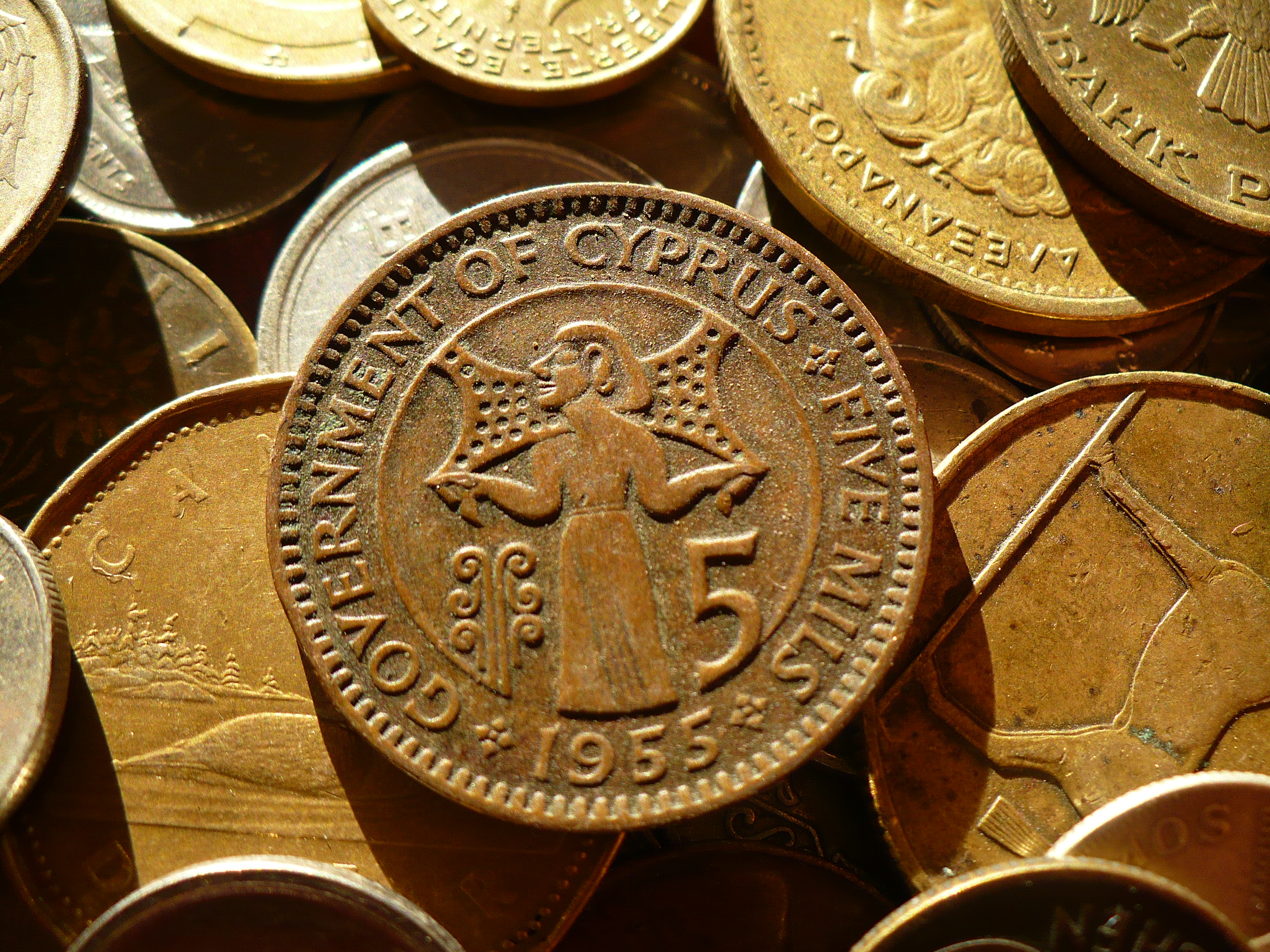
5 мільс (1955)
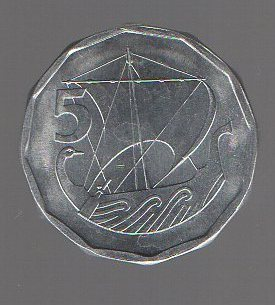
5 мільс (1982)